# Franz Draber
Franz Draber (* 23. März 1913 in Steyr; † 28. August 1996 ebenda) war ein österreichischer Widerstandskämpfer gegen den Nationalsozialismus.

## Leben
Franz Draber wuchs in Steyr auf und absolvierte in den Steyr-Werken eine Lehre zum Werkzeugschlosser. Ab 1934 arbeitete er, nachdem er zuvor arbeitslos gewesen war, in den Steyr-Werken. Im selben Jahr trat Draber, der zuvor der Sozialistischen Arbeiterjugend angehört hatte, in die KPÖ ein. Nachdem er 1939 zum Flakdienst eingezogen worden war, wurde er im Jahr darauf zur Rüstungsarbeit nach Steyr abkommandiert.
Zusammen mit Karl Punzer und Josef Bloderer war Draber beim Aufbau der Widerstandsbewegung gegen den Nationalsozialismus in Steyr aktiv. Unter anderem wurden die Werks-Sportbewegung und das Steyr-Werk selbst Sitz illegaler Zellen der KPÖ. Außerdem sammelte man Geld, um die Angehörigen inhaftierter Widerstandskämpfer zu unterstützen, und verbreitete mündlich und auf Flugblättern antifaschistisches Gedankengut.
Ein Teil der Steyrer Widerstandsgruppe, darunter auch Franz Draber, wurde im September 1942 von der Gestapo ausgehoben und verhaftet. Draber wurde mehrere Monate lang gefoltert, um Aussagen zu erzwingen. Im Februar 1943 wurde er zusammen mit seinen Mitkämpfern in das Gefangenenhaus Stadelheim bei München verlegt. Im Rahmen einer Gerichtsverhandlung im Münchner Justizpalast am 23. und 24. Mai 1944 wurden Draber, Punzer, Bloderer, Johann Palme und Johann Riepl wegen Vorbereitung zum Hochverrat zum Tode verurteilt. Die Hinrichtung wurde aber nicht sofort vollzogen: Nach 200 Tagen in der Todeszelle gelang Draber und Bloderer die Flucht. Sie waren zum Wassertragen in dem bombengeschädigten Gefängnis Stadelheim eingeteilt gewesen und konnten eine kleine Tür zur Flucht nutzen, die sonst von den Frauen der Gefängniswärter für Einkaufsgänge genutzt wurde. Karl Punzer, der mit ihnen zu fliehen versuchte, wurde von Gefängniswärtern abgefangen und am 5. Dezember 1944 hingerichtet.
Bloderer und Draber trennten sich auf der Flucht; Franz Draber gelangte zu Fuß bis Bad Hall, wo er in der Furtmühle versteckt wurde. Im Frühjahr 1945 gelangte er unter dem Namen Franz Gruber und mit einem gefälschten Bergwacht-Ausweis nach Hinterstoder, wo er bis zum Kriegsende als Schafhirte untertauchte. Nach der Befreiung kehrte er nach Steyr zurück und arbeitete am Aufbau der Gemeindeverwaltung in Steyr-Ost mit. Erich Hackl, der Draber im Zuge seiner Materialsammlung zum Steyrer Widerstand mehrmals interviewte, erfuhr 1987 bei einem Gespräch mit Draber und dessen Ehefrau Erna vom Schicksal des Roma-Mädchens Sidonie Adlersburg, das als Pflegekind bei Drabers Kollegen Hans Breirather aufgewachsen und 1943 nach Auschwitz abtransportiert worden war. In der Folge kam es zu ausgiebigen Kontakten mit der Familie Breirather, woraus die dokumentarische Erzählung Abschied von Sidonie sowie das Drehbuch zum Film Sidonie erwuchsen. Franz Draber war viele Jahre lang (1952, 1966–1996) als Stellvertreter im Vorsitz des KZ-Verbands/VdA Oberösterreich tätig.
Als Zeitzeuge wirkte er in 2 Sendungen von Walter Wippersberg im ORF-Radio: Im Gespräch, Ö1, 10. März 1968, 21 Uhr und Der Anschluß in einer Arbeiterstadt, Ö Regional (OÖ), 11. März 1968, 20 Uhr 05.

## Auszeichnungen und Ehrungen
Franz Draber erhielt das Ehrenzeichen für Verdienste um die Befreiung Österreichs, das Goldene Ehrenzeichen für Verdienste um die Republik Österreich und das KPÖ-Ehrenzeichen in Gold. Die Franz-Draber-Straße in Steyr-Föhrenschacherl bei der Gründbergsiedlung wurde im Jahr 2010 nach ihm benannt.